# Michael X. Garrett

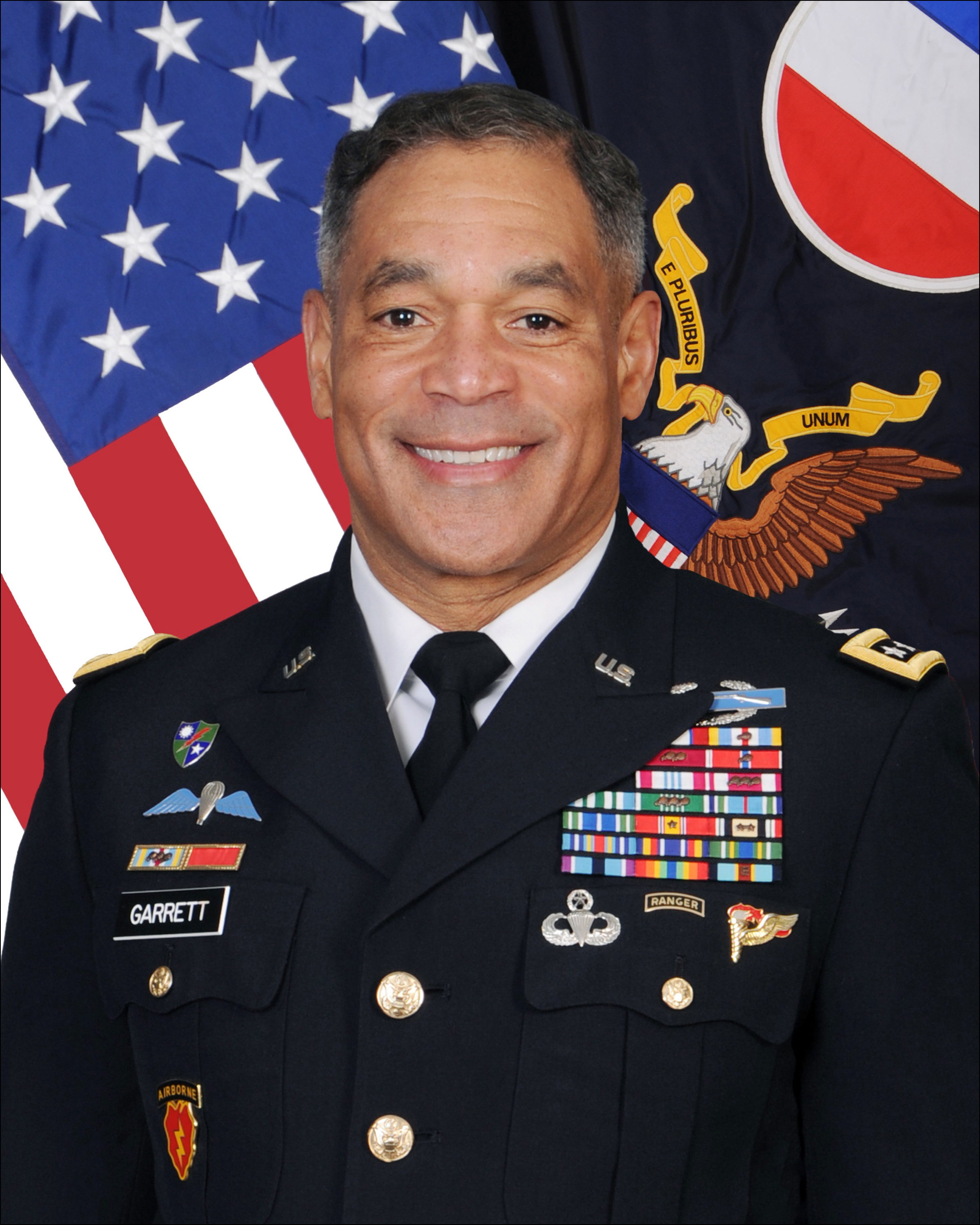
Michael X. Garrett (2019)

Michael Xavier Garrett (* 1961 in Cleveland, Cuyahoga County, Ohio) ist ein pensionierter General der United States Army. Er kommandierte unter anderem die 3. Armee.
Michael Garrett ist der Sohn von Edward Garrett, einem ehemaligen Stabsfeldwebel (Command Sergeant Major) der US-Army. Aufgrund der vielen militärischen Versetzungen des Vaters wuchs er an verschiedenen Militärstandorten auf. In Deutschland absolvierte er die High School. Später studierte er an der Xavier University in Cincinnati in Ohio. Über deren ROTC-Programm gelangte er im Jahr 1984 in das Offizierskorps des Heeres. In der Armee durchlief er anschließend alle Offiziersränge vom Leutnant bis zum Viersterne-General.
In seinen jüngeren Jahren absolvierte er den für Offiziere in den niederen Rangstufen üblichen Dienst in verschiedenen Einheiten und Standorten. Er absolvierte verschiedene Kurse und Schulungen. Dazu gehörten unter anderem der Infantry Officer Basic Course, der Infantry Officer Advanced Course und das Command and General Staff College.
Im Verlauf seiner Karriere war er unter anderem Bataillonskommandeur in einem der 82. Luftlandedivision unterstehenden Regiment. Er war für einige Zeit in Afghanistan eingesetzt und nahm als Kommandeur einer Brigade am Irakkrieg teil. Später wurde er Stabschef des XVIII. Luftlandekorps.
Seine Zeit als Kommandeur größerer Militärverbände begann im Jahr 2012. In diesem Jahr erhielt er das Kommando über die United States Army Alaska. Gleichzeitig war er stellvertretender Kommandeur des übergeordneten United States Alaskan Command. Beide Positionen bekleidete er bis 2013. Anschließend war er bis 2015 Stabschef beim United States Central Command. Im Jahr 2015 übernahm Garrett das Kommando über die 3. Armee, die auch unter dem Namen United States Army Central bekannt ist. In dieser Funktion löste er James L. Terry ab. Garrett behielt dieses Kommando bis zum Jahr 2019. Nachdem er sein Kommando an Terry R. Ferrell übergeben hatte, wurde er am 21. März 2019 neuer Befehlshaber des Großverbands United States Army Forces Command. In dieser Funktion trat er die Nachfolge von Laura J. Richardson an, die das Amt kommissarisch ausgeübt hatte. Garrett behielt sein Kommando bis zum 8. Juli 2022. An diesem Tag trat Andrew P. Poppas seine Nachfolge an und Michael Garrett ging in den Ruhestand.
President Joe Biden schlug Garrett als Commissioner der American Battle Monuments Commission im Juli 2023 vor. Er wurde am 1. August 2023 gewählt.

## Orden und Auszeichnungen

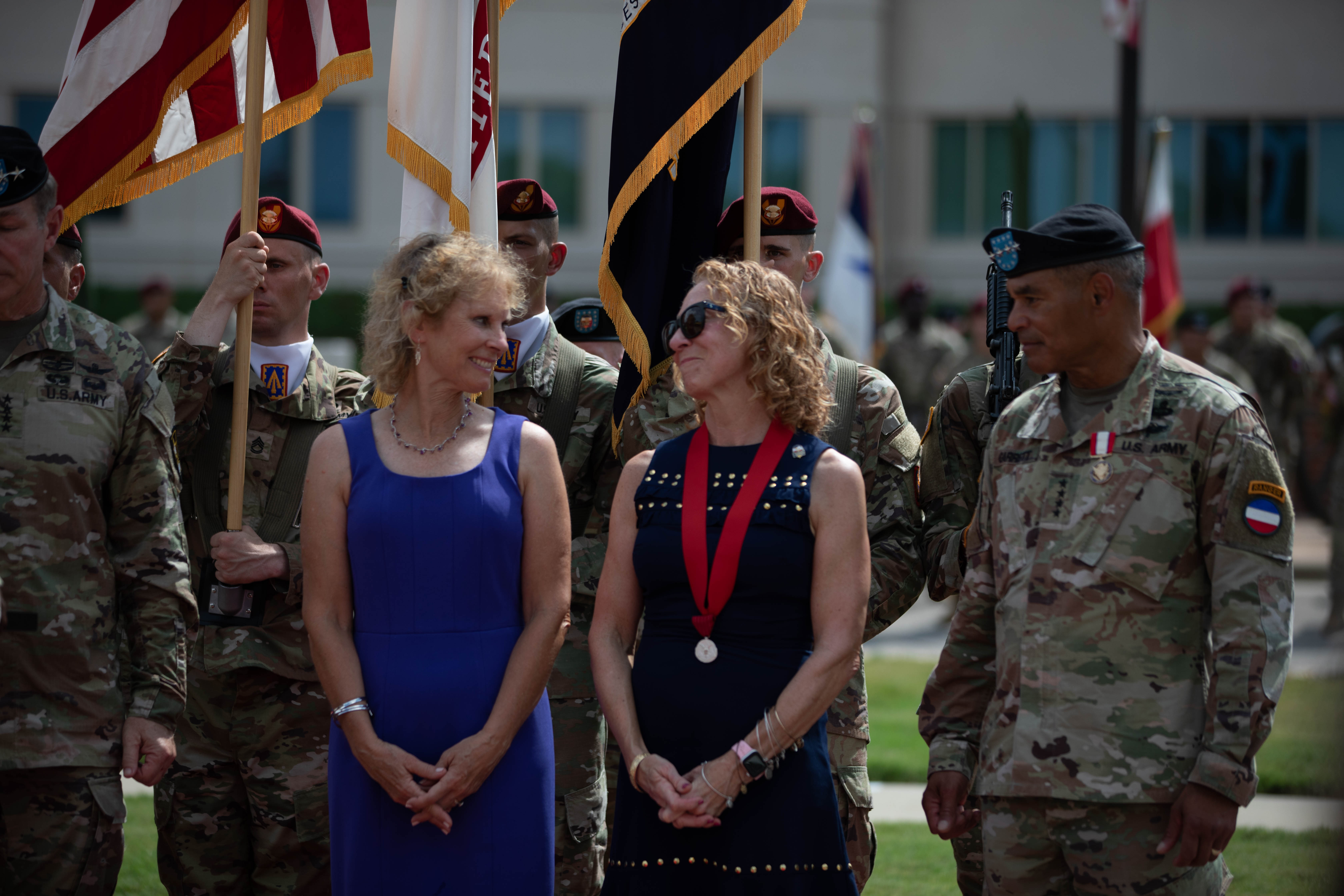
Links neben Garrett seine Ehefrau Lorelei Garrett 2022 bei seiner Verabschiedung

Michael Garrett erhielt im Lauf seiner militärischen Laufbahn unter anderem folgende Auszeichnungen:
- Army Distinguished Service Medal (2 x)
- Defense Superior Service Medal (3 x)
- Legion of Merit (5 x)
- Bronze Star Medal (3 x)
- Defense Meritorious Service Medal
- Meritorious Service Medal (5 x)
- Joint Service Commendation Medal
- Army Commendation Medal (5 x)
- Joint Service Achievement Medal
- Army Achievement Medal
- Joint Meritorious Unit Award
- Meritorious Unit Commendation
- National Defense Service Medal
- Iraq Campaign Medal
- Global War on Terrorism Expeditionary Medal
- Global War on Terrorism Service Medal
- Korea Defense Service Medal
- Humanitarian Service Medal
- Army Service Ribbon
- Army Overseas Service Ribbon
- Combat Infantryman Badge
- Parachutist Badge